# IV каденція Галицького сейму
4-та каденція Галицького сейму тривала з 1877 до 1882 року, засідання відбувалися у Львові.

## Склад

### Вірилісти
- Францішек Вежхлейський — львівський римо-католицький архиєпископ
- Йосиф Сембратович — львівський греко-католицький архиєпископ
- Григорій Йосиф Ромашкан — львівський вірмено-католицький архиєпископ
- Мацей Гіршлер — перемиський римо-католицький єпископ (з 1882 краківський єпископ Альбін Дунаєвський)
- Іван Ступницький — перемиський греко-католицький єпископ
- Юзеф Алойзій Пукальський — тарновський римо-католицький єпископ
- Антоній Юноша Ґалецький — апостольський вікарій краківської дієцезії

Ректори Львівського університету (займали місця, якщо в час їх річної каденції випадала сесія Сейму):
- Євсевій Черкавський (1877)
- Зиґмунт Венцлевський (1878-1879)
- Ксаверій Ліске (1880)
- Леонард П'єтак (1880-1881 і 1882)
- о. Климент Кароль Сарницький (1881)

Ректори Ягеллонського університету (займали місця, якщо в час їх річної каденції випадала сесія Сейму):
- Фридерик Золь (1877)
- Людвік Тайхман (1878)
- Юліан Дунаєвський (1880)
- Маврицій Мадурович (1881)
- Стефан Людвік Кучинський (1882)

### Обрані посли

#### І курія
- 1. Краківська округа:
  - Цезарій Еміль Галлер
  - Юзеф Конопка (на його місце 3 квітня 1876 обраний Юзеф Міхаловський)
  - Францішек Пашковський
  - Павел Попель
  - Людвік Шуманковський
  - Генрик Водзицький
- 2. Бережанська округа: 
  - Юзеф Верещинський
  - Еміль Торосевич
  - Альфонс Чайковський
- 3. Перемишльська округа:
  - Северин Смажевський
  - Єжи Чарторийський
  - Сигізмунд Савчинський
- 4. Золочівська округа: 
  - Аполлінарій Яворський
  - Пйотр Ґросс (обраний в Самборі, відмовився від мандату в Золочеві, на його місце обраний 11 квітня 1877 обраний Тадеуш Василевський)
  - Володимир Дідушицький (відмовився від мандату, на його місце обраний Тадеуш Пілат)
- 5. Чортківська округа:
  - Еразм Волянський
  - Юзеф Верницький
  - Валеріан Подлевський
- 6. Тарновська округа:
  - Валерій Бжозовський (на його місце 10 червня 1879 обраний Роман Міхаловський)
  - Ян Стадницький
  - Сигізмунд Савчинський (обраний в Перемишлі, відмовився від мандату в Тарнові, на його місце обраний 26 січня 1877 Владислав Козебродський)
- 7. Тернопільська округа:
  - Ігнацій  Мохнацький
  - Щенсний Козебродзький
  - Клеменс Живицький
- 8. Сяніцька округа:
  - Юзеф Ясінський
  - Зенон Слонецький
  - Август Ґорайський
- 9. Самбірська округа:
  - Антоній Малецький
  - Пйотр Ґросс (19 жовтня 1878 відмовився від мандату, обраний повторно 2 грудня 1878)
  - Тадеуш Скалковський
- 10. Жовківська округа:
  - Ян Чайковський
  - Станіслав Поляновський
  - Артур Ґлоґовський
- 11. Санчівська округа:
  - Юзеф Шуйський)
  - Густав Ромер
- 12. Ряшівська округа:
  - Юзеф Бадені (після його смерті 5 листопада 1878 обраний Генрик Кешковський, далі на його місце обраний 25 лютого 1881 Ян Тарновський)
  - Сигізмунд Савчинський (обраний в Перемишлі, відмовився від мандату в Ряшеві, на його місце обраний Людвік Скжинський, який відмовився від мандату 30 вересня 1878, на його місце обраний Кароль Шіпіо дель Кампо)
- 13. Стрийська округа:
  - Маврицій Дідушицький (помер 22 квітня 1877, на його місце обраний Александер Раціборський)
  - Октав Петруський
- 14. Станиславівська округа:
  - Войцех Дідушицький
  - Станіслав Матковський
- 15. Коломийська округа:
  - Давид Абрагамович
  - Антоній Ґолеєвський
- 16. Львівська округа:
  - Володимир Руссоцький (на його місце 22 квітня 1880 обраний Тадеуш Романович)

#### ІІ курія
- Маврицій Лазарус (Львівська палата, склав мандат 19 вересня 1878, на його місце обраний Едвард Сімон)
- Арнольд Рапапорт (Краківська палата)
- Отто Гаузнер (Бродівська палата, склав мандат 19 вересня 1878, був знову обраний 22 грудня 1878, повторно склав мандат 28 вересня 1881)

#### ІІІ курія
- 1. Округ Львів:
  - Александер Ясінський)
  - Францішек Смолька
  - Євсевій Черкавський
  - Бернард Гольдман
- 2. Округ Краків:
  - Юзеф Маєр
  - Миколай Зиблікевич (обраний у IV курії в Хжанові, відмовився від мандату в Кракові, на його місце обраний 11 квітня 1877 обраний Максиміліан Заторський)
  - Леон Войцех Хжановський
- 3. Округ Перемишль:
  - Валерій Вайгарт
- 4. Округ Станиславів:
  - Ігнацій Камінський
- 5. Округ Тернопіль:
  - Євсевій Черкавський (обраний у Львові, відмовився від мандату в Тернополі, на його місце обраний Генрик Макс)
- 6. Округ Броди:
  - Філіп Цукер
- 7. Округ Ярослав:
  - Владислав Бадені
- 8. Округ Дрогобич:
  - Флоріян Земялковський
- 9. Округ Бяла:
  - Ян Роснер
- 10. Округ Новий Санч:
  - Юліан Дунаєвський
- 11. Округ Тарнув:
  - Мечислав Щепанський
- 12. Округ Ряшів:
  - Амброзій Товарницький
- 13. Округ Самбір:
  - Домінік Зброжек
- 14. Округ Стрий:
  - Філіп Фрухтман
- 15. Округ Коломия:
  - Францішек Ясінський

#### IV курія
1. Округ Львів-Винники-Щирець — Корнель Кшечунович (помер у 1881, на його місце обраний 27 травня 1881 обраний Теофіл Мерунович)
2. Округ Городок-Янів — Едвард Вайсман
3. Округ Бережани-Перемишляни — Марцель Мадейський (обраний в окрузі Альфред Юзеф Потоцький не взяв мандат)
4. Округ Бібрка-Ходорів — Іполіт Чайковський
5. Округ Рогатин-Бурштин — Мечислав Онишкевич
6. Округ Підгайці-Козова — Альфред Юзеф Потоцький
7. Округ Заліщики-Товсте — Тадеуш Дідушицький
8. Округ Борщів-Мельниця — Ян Йоч
9. Округ Чортків-Язловець-Буданів — Миколай Волянський
10. Округ Копичинці-Гусятин — Вільгельм Семенський-Левицький
11. Округ Коломия-Гвіздець-Печеніжин — Евгеніуш Кучковський
12. Округ Городенка-Обертин — Міхал Ленартович
13. Округ Косів-Кути — Людвік Бушинський (10 березня 1881 на його місце обраний Філіп Залєський)
14. Округ Снятин-Заболотів — о. Михайло Коржинський
15. Округ Перемишль-Нижанковичі — Александер Круковецький
16. Округ Ярослав-Синява-Радимно — Стефан Замойський
17. Округ Яворів-Краковець — Освальд Бартманський
18. Округ Мостиська-Судова Вишня — Едвард Марія Адольф Стадницький
19. Округ Самбір-Старе Місто-Стара Сіль — Михайло Попель
20. Округ Турка-Бориня — о. Павло Ясеницький (помер у 1882 під час сесії)
21. Округ Дрогобич-Підбуж — Ксенофонт Охримович
22. Округ Рудки-Комарно — Генрик Янко
23. Округ Лука-Меденичі — Михайло Літинський
24. Округ Сянік-Риманів-Буківсько — Станіслав Белінський
25. Округ Лісько-Балигород-Літовищі — Теофіл Журовський
26. Округ Добромиль-Устрики-Бірча — Юзеф Тишковський (помер у 1882 перед останньою сесією)
27. Округ Дубецько-Березів — кс. Войцех Стемпек (помер у 1877, на його місце 25 травня 1877 обраний Фелікс Бухвальд)
28. Округ Станиславів-Галич — Броніслав Лось (помер у 1880, на його місце обраний Іван Добрянський)
29. Округ Богородчани-Солотвино — Александер Лукасевич
30. Округ Монастириська-Бучач — Владислав Волянський
31. Округ Надвірна-Делятин — о. Корнило Мандичевський
32. Округ Тисмениця-Тлумач — кс. Францішек Сава
33. Округ Стрий-Сколе — о. Олександр Радикевич
34. Округ Долина-Болехів-Рожнятів — Аполінарій Гоппен
35. Округ Калуш-Войнилів — Яків Кульчицький (помер у 1879, на його місце 10 березня 1880 Францішек Вольфарт)
36. Округ Миколаїв-Журавно — Василь Ковальський
37. Округ Тернопіль-Ігровиця-Микулинці — Юліуш Коритовський
38. Округ Скалат-Гримайлів — о. Казимир Грохольський
39. Округ Збараж-Медин — о. Степан Качала
40. Округ Теребовля-Золотники — о. Порфирій Мандичевський (помер у 1882 перед останньою сесією)
41. Округ Золочів-Глиняни — Юзеф Весоловський
42. Округ Лопатин-Броди-Радехів — Петро Купчинський
43. Округ Буськ-Кам'янка Струмилова-Олесько — о. Йосиф Красицький
44. Округ Заложці-Зборів — Петро Олійник
45. Округ Жовква-Куликів-Мости Великі — Діонісій Кулачковський
46. Округ Белз-Угнів-Сокаль — Лонгин Рожанковський
47. Округ Любачів-Чесанів — Юзеф Зайферт (склав мандат, на його місце обраний о. Павло Яворський)
48. Округ Рава-Немирів — Амвросій Яновський
49. Округ Краків-Могила-Лішки-Скавіна — Альфред Мілеський
50. Округ Хжанув-Явожно-Кжешовіце — Миколай Зиблікевич
51. Округ Бохня-Неполоміце-Вісьнич — Францішек Гошард
52. Округ Бжеско-Радлув-Войнич — кс. Ян Кітрис
53. Округ Величка-Подґуже-Добчице — Мар'ян Дидинський
54. Округ Ясло-Бжостек-Фриштак — Францішек Мисцельський
55. Округ Горлиці-Беч — Анджей Ридздзовський (помер у 1881, на його місце обраний 17 березня 1881 обраний Миколай Федорович)
56. Округ Дукля-Кросно-Змигород — Ігнатій Лукасевич (помер у 1882 перед останньою сесією)
57. Округ Ряшів-Глогув — Едвард Єнджейович
58. Округ Ланьцут-Переворськ — кс. Томаш Ковальський (обраний в окрузі Альфред Юзеф Потоцький не взяв мандат)
59. Округ Лежайськ-Соколув-Улянув — Мар'ян Водзінський
60. Округ Розвадув-Тарнобжеґ-Нисько — Станіслав Тарновський
61. Округ Тичин-Стрижів — Людвік Водзіцький
62. Округ Новий Санч-Грибів-Цінжковичі — Альфред Добжинський
63. Округ Старий Санч-Криниця — Францішек Ґедель
64. Округ Новий Тарг-Кросцєнко — Фелікс Плавіцький
65. Округ Ліманова-Скшидліна — кс. Ян Хелмецький
66. Округ Тарнув-Тухув — Евстахій Станіслав Сангушко
67. Округ Домброва-Жабно — Юзеф Менчинський
68. Округ Дембиця-Пільзно — Пйотр Ґарбачинський
69. Округ Ропчице-Кольбушова — Здіслав Тишкевич
70. Округ Мелець-Зассув — Мечислав Рей
71. Округ Вадовіце-Кальварія-Андрихув — Юзеф Баум
72. Округ Кенти-Бяла-Освенцім — Антоній Тен
73. Округ Мисленіце-Йорданув-Макув — Александр Зборовський
74. Округ Живець-Слемень-Мілювка — Юзеф Лазарський